# Негаим
«Негаим» (мн. ч.; др.-евр. נגעים‬, nega’im; буквально — «язвы», «поражения кожи») — трактат Мишны, третий в разделе «Техарот». Содержит законы о цараат — описанной в Торе похожей на проказу болезни, поражающей людей, одежду и дома и приносящей сильную степень ритуальной нечистоты.

## Предмет рассмотрения
Болезнь цараат, её симптомы, порядок диагностики и правила изоляции больных подробно описаны в законе Моисея (Лев. 13, 14). Законы о цараат достаточно сложные, диагностика болезни была исключительной функцией священников. Простые израильтяне не были обязаны подробно знать эти законы, им было заповедано полагаться в этом вопросе на священников, см. Втор. 24:8.
В большинстве переводов Библии название болезни передаётся как «проказа» (греч. λέπρα, лат. lepra и т. д.). Но по ряду признаков под библейской «проказой» (равно как и под «проказой», упоминаемой в других древних и античных источниках), следует понимать не именно лепру, а «более мягкие по характеру заболевания, имеющие собственную этиологию» Несмотря на вековые усилия врачей всех стран; несмотря на то, что случаи заболевания неоднократно описаны в Библии (4Цар. 5, 7:3, 15:5), ближайший нозологический характер библейской «цараат» до сих пор не выяснен. Описание же этой болезни в Мишне только добавляет затруднений в этом вопросе:
- Во-первых, Библия говорит о трёх формах поражения кожи: שאת (seet), ספחת (sapachat) и בהרת (baheret), в русском переводе «опухоль, лишаи, пятно». Мишна считает, что разница между ними только в цветовых оттенках.
- Во-вторых, из библейских предписаний можно предположить, что цараат заразна (особенно если проводить аналогию с проказой). Между тем, согласно Мишне 3:2, если у новобрачного появлялась «язва», то есть подозрительное поражение кожи, то назначали 7 дней для брачного пиршества, а не вели сейчас же к священнику для осмотра из опасения, что тот объявит его нечистым и расстроит праздник. То же правило установлено было и для паломнических праздников, без опасения, что поражённый кого-нибудь заразит.
- В-третьих, одним из главных признаков нечистой сыпи является её углубленный вид, то есть поражённое место ниже уровня окружающей кожи. Этот признак, на котором многократно настаивает библейский законодатель, совершенно игнорируется Мишной, и нигде о нём не упоминается.[1]

Согласно Библии, «цараат» поражает также ткань, шерсть, кожу и стены домов. Судя по описанию, это похоже на грибковое поражение.
Библия предусматривает возможность излечения от «цараат», как для людей, так и для вещей, и для домов (при этом проказа без комплексной медикаментозной терапии неизлечима).
Современная галаха считает, что цараат была не инфекционной болезнью, а специфическим явлением, поражавшим людей за определённые грехи (гордыня, злословие и т. п.) В современных условиях не наблюдается ничего, что можно было бы отождествить с «цараат». В эпоху Мишны, однако, эта болезнь считалась реальной, за исключением «цараат» на домах, которая уже тогда относилась к области легенд (см. Тосефта Негаим 6:1).

## Содержание
Трактат состоит из 14 глав и 115 параграфов. Как и многие другие трактаты, он начинается с числового правила (перечисляются 4 варианта окраски язв), а заканчивается любопытным прецедентом.
- Первая — вторая главы являются вводными, они определяют классификацию язв и порядок их осмотра.
- Третья глава содержит план трактата, здесь приводятся признаки нечистоты отдельных видов язв.
- Четвёртая — восьмая главы рассматривают признаки нечистоты пятен на теле.
- Девятая и десятая главы рассматривают язвы на повреждённых участках тела (нарыв, ожог и т. п.) и на участках кожи, покрытых волосами.
- Одиннадцатая глава рассматривает язвы на одежде.
- Двенадцатая и тринадцатая главы рассматривают язвы на домах и особенности осквернения входом — особого способа передачи ритуальной нечистоты, связанного исключительно с «цараат».
- Четырнадцатая глава касается порядка ритуального очищения для исцелившегося от «цараат».